# Tecomate, Sinaloa
Tecomate är en ort i Mexiko.   Den ligger i kommunen Mocorito och delstaten Sinaloa, i den västra delen av landet, 1 100 km nordväst om huvudstaden Mexico City. Tecomate ligger 141 meter över havet och antalet invånare är 162.
Terrängen runt Tecomate är platt åt sydväst, men åt nordost är den kuperad. Terrängen runt Tecomate sluttar västerut. Runt Tecomate är det ganska glesbefolkat, med 23 invånare per kvadratkilometer. Närmaste större samhälle är Mocorito, 7,0 km väster om Tecomate. I omgivningarna runt Tecomate växer huvudsakligen savannskog.